# Don't Worry Baby
Singles de The Beach Boys
Fun, Fun, Fun
(1964) When I Grow Up (To Be a Man)
(1964)
Don't Worry Baby est une chanson du groupe américain Beach Boys extraite de leur album Shut Down Volume 2 paru en mars 1964.
Publiée sur la face B du single I Get Around sorti (sous le label Capitol Records) en mai de la même année, la chanson a atteint la 24e place du palmarès Hot 100 du magazine musical américain Billboard, passant en tout 10 semaines dans ce classement (I Get Around a atteint la 1re place).
Cette chanson est sélectionnée par le Rock and Roll Hall of Fame, en 1995, comme l'une de « 500 chansons qui ont façonné le rock 'n' roll ». En 2004, Rolling Stone l'a classée, dans la version originale des Beach Boys, 176e sur la liste des « 500 plus grandes chansons de tous les temps » (en 2010, le magazine rock américain a mis à jour sa liste, maintenant la chanson est 178e).

## Composition
La chanson a été écrite par Brian Wilson et Roger Christian. L'enregistrement des Beach Boys a été produit par Brian Wilson.